# هجوم مترو نيويورك 2022
في صباح يوم 12 أبريل 2022، وقع إطلاق نار جماعي على قطار N المتجه شمالًا في مترو مدينة نيويورك في سنست بارك، بروكلين، نيويورك، الولايات المتحدة. في حوالي الساعة 8:24 صباحًا بتوقيت شرق الولايات المتحدة، قام فرانك روبرت جيمس، البالغ من العمر 62 عامًا، بارتداء قناع غاز، وألقى قنبلتين دخانيتين، وأطلق النار من مسدس 33 مرة. وقع الحادث أثناء سير القطار بين محطتي 59 ستريت و36 ستريت.
على الرغم من عدم وقوع وفيات، أصيب 29 شخصًا؛ أصيب عشرة ضحايا بطلقات نارية مباشرة، بينما كانت الإصابات الأخرى ناتجة عن استنشاق الدخان. نزل معظم الركاب في محطة 36 ستريت، حيث فر بعضهم إلى قطار R الذي سار محطة إضافية إلى 25 ستريت. في اليوم التالي للهجوم، تم القبض على فرانك جيمس كمشتبه به بعد مطاردة واسعة النطاق. وجهت إليه تهم من مكتب المدعي العام الأمريكي للمنطقة الشرقية في نيويورك بارتكاب عمل إرهابي في نظام النقل الجماعي وإطلاق سلاح ناري أثناء ارتكاب جريمة عنف، وأقر جيمس بأنه غير مذنب.
وفي 3 يناير 2023، أقر جيمس بالتهم الموجهه إليه. وفي 5 أكتوبر 2023، حُكم على جيمس بعشرة أحكام بالسجن المؤبد تُنفذ بالتزامن دون إمكانية الإفراج المشروط لكل ضحية أصابها بالرصاص، بالإضافة إلى 10 سنوات إضافية بتهمة حيازة السلاح الناري.

## الجاني
وُلد فرانك روبرت جيمس في برونكس في 8 أغسطس 1959، وقضى سنوات يتنقل عبر العديد من المدن في الولايات المتحدة. تم القبض على جيمس في 12 قضية سابقة، معظمها بتهم جنح. تم اعتقاله تسع مرات في نيويورك من 1992 إلى 1998، بتهم تشمل حيازة أدوات سرقة، وفعل جنسي إجرامي، والتلاعب الجنائي. تم اعتقاله ثلاث مرات في نيوجيرسي، أولها في 1991 وآخرها في 2007؛ في منتصف التسعينيات، وجهت إليه تهمة التهديدات الإرهابية، لكنه أُدين بتهمة أقل وهي المضايقة وحُكم عليه بالمراقبة والإرشاد. لم يكن لديه إدانات بجنايات وكان مسموحًا له قانونيًا بشراء الأسلحة؛ اشترى مسدسه Glock عيار 9 ملم في 2011 من متجر رهونات في كولومبوس، أوهايو.
وفي مقاطع فيديو متفرقة نُشرت على مدار سنوات على حسابات يوتيوب وفيسبوك، كان جيمس غالبًا ينشر خطابات غاضبة مليئة بالكراهية، بما في ذلك تعليقات تحمل رهاب المثلية، وكراهية النساء، والعنصرية. نشر هجاءً معاديًا للسامية، وعبر عن مظالمه تجاه أشخاص يعتقد أنهم ظلموه، وأطلق تهديدات عنيفة، واستحضر حوادث إطلاق نار جماعي.
رُبطت معتقدات جيمس بتفوق السود، وقد كان صريحًا في انتقاداته لعمدة إريك آدامز وخدمات الصحة العقلية في مدينة نيويورك في عدة مقاطع فيديو على يوتيوب. نشر جيمس: "يا يسوع الأسود، من فضلك اقتل جميع البيض" على وسائل التواصل الاجتماعي. ألمح إلى أن "حربًا عرقية" وشيكة، وقال إن "البيض والسود لا يجب أن يكون لديهم أي تواصل مع بعضهم البعض". قارن جيمس العنصرية النظامية التي يواجهها الأمريكيون الأفارقة بمعسكر اعتقال أوشفيتز، قائلاً إنه يعتقد أن "البذرة قد زُرعت بالفعل لنهوض الحزب النازي مجددًا في [الولايات المتحدة]".